# Thomas Rowe Edmonds
Thomas Rowe Edmonds (Penzance, 1803 – Maida Vale, 1889) fue un actuario y economista británico que se suele encuadrar en el grupo de los socialistas ricardianos. Fue director de la Legal and General Life Assurance Society con sede en Londres, labor que compaginó con la recogida de fondos entre las personas acomodadas para la fundación de cooperativas de producción dirigidas a la mejora de las condiciones de vida de los trabajadores.

## Pensamiento
En 1828, cuando solo contaba con veinticinco años de edad, publicó en Londres su obra más importante Economía práctica moral y política; o el gobierno, religión e instituciones más útiles para la felicidad individual y la riqueza nacional (Practical, Moral and Political Economy; or the Government, Religion and Institutions, Most Conducive to Individual Happiness and to National Power), que fue citada por Karl Marx en Miseria de la filosofía.
Como otros socialistas ricardianos, denunció que siendo los trabajadores los únicos productores de la riqueza nacional solo obtenían una parte de ella, la que les permitía sobrevivir. Aunque aceptaba la tesis maltusiana de la superpoblación y del pauperismo ligado a ella, consideraba que se podría superar fácilmente si se producía un reparto más equitativo de los recursos, por lo que señalaba a la propiedad como la causa última del problema. Como Robert Owen defendía que la solución se encontraba en la «asociación» de hombres y de capitales que proporcionaría a todos los «beneficios» materiales, sociales e incluso «físicos» que permitirían la regeneración de la sociedad. Para alcanzar la «asociación» Edmonds rechazaba tajantemente la vía revolucionaria.